# Wang Bi
Wang Bi (226–249), stilsko ime Fusi (辅嗣), bio je kineski neotaoistički filozof. Radio je kao niži službenik u upravi države Cao Wei. Poznat je prije svega kao autor komentara na Lao Ceov Dao De Jing i I Ching. Sve do 1973. kada su otkriveni Mawangdui tekstovi, njegov komentar se smatrao najboljom kopijom Laozijevog originala. Umro je od kuge u dobi od 24 godine.

## Vanjske poveznice
- Wang Bi on the Internet Encyclopedia of Philosophy